# Genius Party
Genius Party («Гениальная вечеринка») — антология короткометражной анимации от студии Studio 4°C, выпущенная 7 июля 2007 года.
Также существует сиквел под названием Genius Party Beyond («По ту сторону гениальной вечеринки»), выпущенный 15 февраля 2008, и включивший в себя анимационные фильмы, не вошедшие в оригинальный сборник.

## «Гениальная вечеринка»
«Genius Party» Вводный эпизод, выполненный в стиле экспериментальной анимации. Главный герой — человек в костюме огромной птицы, напоминающем шаманское одеяние, ищет в пустыне, населенной глиняными головами, сгустки энергии в виде сердечек, дающие ему возможность летать. Согласно замечаниям режиссёра, здесь метафорически изображается процесс зарождения идей. Продолжительность 05:38 минут. Режиссёр Ацуко Фукусима.
«Shanghai Dragon» История разворачивается в живописном, но бедном азиатском городе. Главный герой, Гунжун, маленький мальчик, напоминающий персонажа Белого из «Железобетона», рисует в школьном классе мелком на полу и стенах. Одноклассники начинают издеваться над ним, но их прерывает мощный взрыв снаружи здания. Дети выбегают из школы и видят дымящийся кратер, посреди которого Гонгронг находит светящийся предмет, похожий на нож. Этот странный артефакт дает ему силу делать реальным все, что нарисовано этим ножом. Продолжительность 19:33 минут. Режиссёр Сёдзи Кавамори.
«Deathtic 4» Отрывок отличается бо́льшей текстуризацией и проработкой 3D, чем обычно принято в аниме. В мире мертвых мальчик по дороге в школу находит настоящую, живую лягушку. Он прячет её в портфель, и хочет с друзьями отнести её в Дыру Удзу-Удзу, где они смогли бы вернуть её в мир живых. Так начинается их приключение. Стиль мира зомби, явно вдохновлённый работами Тима Бёртона, и шумный, хаотичный саундтрек поддерживают неприятную и неправдоподобную атмосферу происходящего. Продолжительность 10:42 минут. Режиссёр Синдзи Кимура.
«Doorbell» Подросток приходит домой, где находит собственную копию, и обнаруживает, что окружающие принимают этого двойника за него, в то время как его самого никто не видит. Из дома он отправляется в город, но и там повсюду обнаруживает свои копии, успевшие занять его места первыми. Продолжительность 13:39 минут. Режиссёр Ёдзи Фукуяма.
«Limit Cycle» Монолог о Боге, проиллюстрированный бессюжетной экспериментальной анимацией с применением большого количества компьютерной графики. Продолжительность 18:57 минут. Режиссёр Хидэки Нимура.
«Happy Machine» Эпизод выполнен с использованием комбинированной съемки. История показывает изучение мира радостным и на удивление невозмутимым малышом, чья мать умерла. Продолжительность 15:06 минут. Режиссёр Масааки Юаса.
«Baby Blue» Парень предлагает девушке вместе прогулять школу. В последний раз они общались, когда были детьми и вместе проникли в военный кампус, чтобы украсть гранату. Двое подростков, полные воспоминаниями об общем прошлом и идеями о том, как они изменились с тех пор, постепенно восстанавливают утраченную близость, и парень раскрывает истинную причину, по которой попросил девушку провести с ним время. Продолжительность 14:44 минуты. Режиссёр Синъитиро Ватанабэ.
Озвучивали:
- Томоко Канэда
- Ринко Кикути
- Лу Нинцзюань
- Таро Ябэ
- Юя Ягира

## «По ту сторону гениальной вечеринки»
«Gala» Загадочный объект приземляется рядом с деревней, и селяне отправляются на его исследование. Продолжительность: 14:30 минут. Режиссёр Махиро Маэда.
«Moondrive» Группа злодеев узнаёт о существовании великого сокровища и отправляется на его поиски. Эпизод отличается необычным стилем анимации, напоминающим аниме «Мертвые листья», и чёрным юмором. Продолжительность: 14:35 минут. Режиссёр Кадзуто Накадзава.
«'Wanwa' the Doggy» Одинокий мальчик фантазирует о собаке, с которой мог бы играть, пока его мать находится в больнице. Продолжительность: 13:25 минут. Режиссёр Синъя Охира.
«Toujin Kit» История о молодой девушке, которая собирает игрушки с ошибкой, позволяющей им оживать. В конечном счёте соседи докладывают властям о её созданиях, и те являются, чтобы их уничтожить. Продолжительность: 13:26 минут. Режиссёр Тацуюки Танака.
«Dimension Bomb» Эксцентричная девушка вызывает юношу из другого измерения, провоцируя тем самым создание нового мира. Продолжительность: 19:46 минут. Режиссёр Кодзи Моримото.
Озвучивали:
- Арата Фурута
- Акико Судзуки
- Сёко Такада
- Урара Такано